# 홉킨시아속

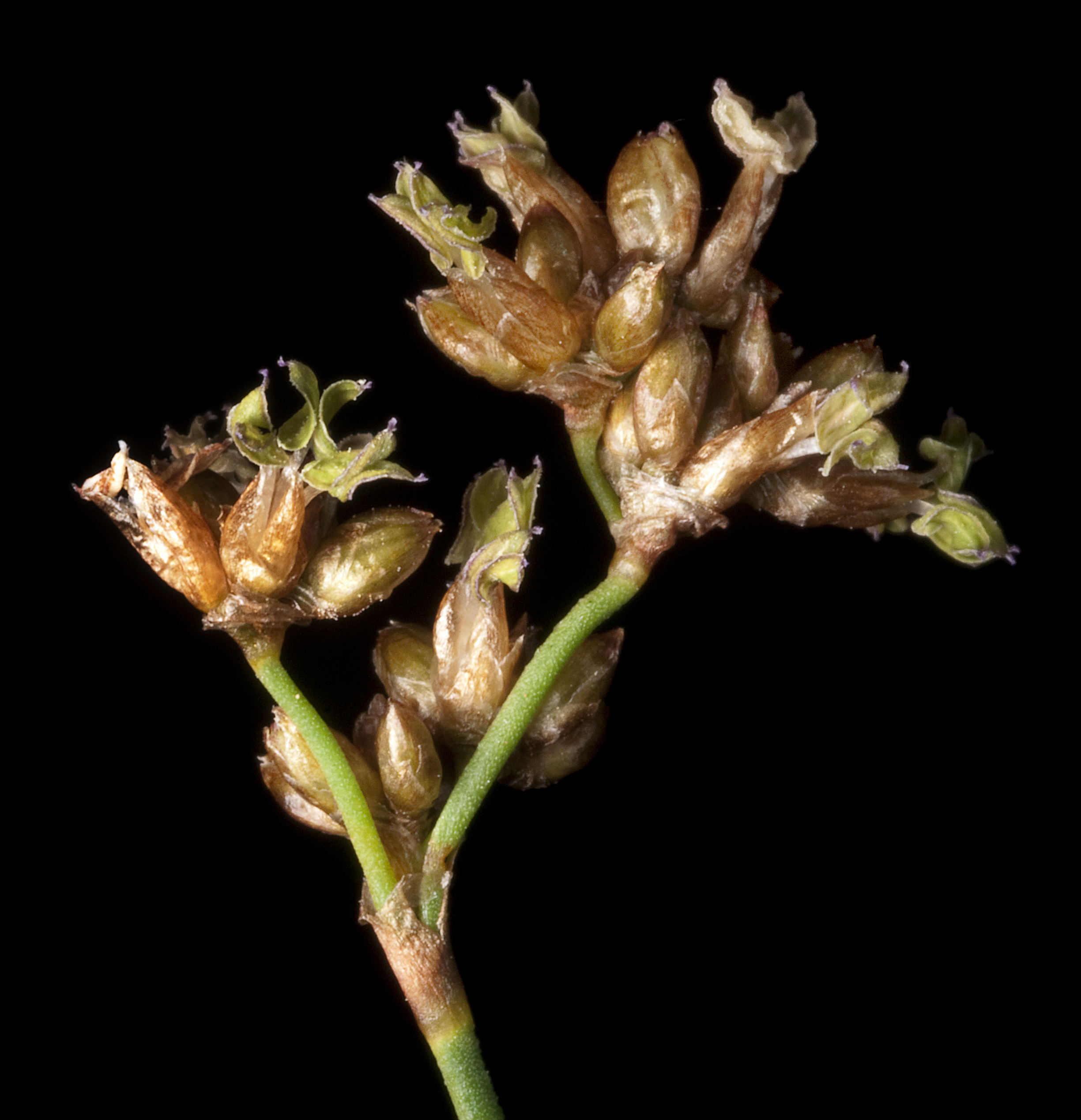

홉킨시아속(Hopkinsia)은 벼목에 속하는 속씨식물 속의 하나이다. 1904년에 처음 기술되었다. 홉킨시아과(Hopkinsiaceae)의 유일속으로 분류하기도 하며, 2종으로 이루어져 있다. 원산지는 오스트레일리아 남서부 지역이다.

## 하위 종
- Hopkinsia adscendens  B.G.Briggs & L.A.S.Johnson
- Hopkinsia anoectocolea (F.Muell.) D.F.Cutler